# Kent-Arne Dahlgren
Kent-Arne Dahlgren, född 6 april 1946 i Ängelholm, död 21 juni 2000, var en svensk skådespelare.
Han är begravd på Rödeby kyrkogård.

## Filmografi
- 1969 – Mej och dej
- 1969 – Skottet
- 1971 – Deadline
- 1972 – Mannen från andra sidan
- 1972 – Strandhugg i somras
- 1974 – Sams
- 1975 – Sängkamrater
- 1977 – 91:an och generalernas fnatt
- 1979 – Katitzi (TV-serie)
- 1979 – Kejsaren
- 1979 – Stortjuven
- 1992 – Hassel – Svarta banken
- 1994 – Rederiet (TV-serie)
- 1994 – Räveld - en svensk folksägen
- 1997 – Svenska hjältar
- 1997 – La città dolente
- 1998 – Lithivm

## Teater

### Roller
| År   | Roll        | Produktion                                      | Regi                           | Teater         |
| ---- | ----------- | ----------------------------------------------- | ------------------------------ | -------------- |
| 1968 | Medverkande | Det är bra, det är bra..., revy Carl-Johan Seth | Carl-Johan Seth Birgitta Särnö | Marsyasteatern |

### Fotnoter
1. ↑  ”Kent-Arne Dahlgren”. Svensk Filmdatabas. http://www.sfi.se/sv/svensk-filmdatabas/Item/?type=PERSON&itemid=68376&ref=%2ftemplates%2fSwedishFilmSearchResult.aspx%3fid%3d1225%26epslanguage%3dsv%26searchword%3dKent-Arne+Dahlgren%26type%3dPerson%26match%3dBegin%26page%3d1%26prom%3dFalse. Läst 20 februari 2013.
2. ↑  Gravar.se
3. ↑  Hans Axel Holm (26 september 1968). ”Revy på Marsyas: Alltför villrådigt”. Dagens Nyheter:  s. 31. https://arkivet.dn.se/tidning/1968-09-26/262/31. Läst 19 januari 2022.